# Solit Management
Die Solit Management GmbH (Eigenschreibweise „SOLIT“) ist die Obergesellschaft der in Deutschland ansässigen Gesellschaften der Solit-Gruppe. Die Unternehmen der Gruppe sind in der Edelmetallbranche tätig und verfügen über Standorte in Wiesbaden, Mainz, Laichingen, St. Peter’s (Nova Scotia) und als übergeordnete Holding der SOLIT Group AG in Tägerwilen. Darüber hinaus betreibt die Gruppe einen Onlineshop.

## Geschichte
Die Unternehmensgeschichte begann 2008 mit der Gründung der Solit Management GmbH durch Karsten Dümmler und Robert Vitye. Mit der Gründung der Solit Management Suisse GmbH 2011 wurde das Geschäftsfeld in die Schweiz ausgeweitet. 2012 folgte die Gründung der Solit Edelmetall Handelsgesellschaft mbH durch Karsten Dümmler und Tim-Florian Schieferstein. Weiterhin erfolgte die Umformierung der Solit Edelmetall Handelsgesellschaft mbH in GoldSilberShop.de GmbH und die Inbetriebnahme des gleichnamigen Onlineshops für Edelmetalle. Ein Jahr später erweiterte die Gruppe ihre internationalen Aktivitäten mit der Gründung der Solit Management Canada in St. Peter’s, Nova Scotia.
Um das Handelsgeschäft weiter auszubauen, wurde 2017 ein Standort in Mainz eröffnet. 2018 wurde die GoldSilberShop.de GmbH mit der Solit Management GmbH zusammengeführt, wodurch der Onlineshop seither eine Marke der Solit Management ist.
2021 gründeten Tim-Florian Schieferstein, Robert Vitye und Thomas Hellener im Schweizer Tägerwilen die Solit Group AG, welche seitdem die Dachgesellschaft der Solit-Gruppe ist. Im selben Jahr eröffnete zudem ein Standort in Wiesbaden.
Ein Jahr später übernahm Solit die Adeos Media GmbH, zu welcher auch das Vergleichsportal für Edelmetalle Gold.de gehört. Aufgrund der Inflation und der Energiekostenkrise sowie der daraus resultierenden gestiegenen Lebenshaltungskosten verkauften Kleinanleger von Gold und Silber 2023 vermehrt ihre Edelmetalle, wodurch die Ankäufe bei Solit zum Jahresbeginn stark anstiegen. Im selben Jahr wurde das Unternehmen Mitglied in der Fachvereinigung Edelmetalle e. V. (FVEM). Weiterhin ist Solit seit 2022 Mitglied im Berufsverband des deutschen Münzenfachhandels e. V. und in der London Bullion Market Association.

## Unternehmensstruktur
Dachgesellschaft der Solit-Gruppe ist die Solit Group AG. Die Solit Management GmbH ist als Obergesellschaft der in Deutschland ansässigen Gesellschaften der Gruppe zuständig für den deutschen Markt. Geschäftsführer der Solit Management GmbH sind Tim-Florian Schieferstein und Thomas Hellener. Im Geschäftsjahr 2021 betrug der Umsatz knapp 598 Millionen Euro, was einen Anstieg von 160 Millionen Euro zum Vorjahr darstellt.
Zur Solit-Gruppe gehören folgende Unternehmen (Stand 2021):
- Solit Management GmbH
- Solit Digital GmbH
- Solit Fonds GmbH
- Solit Vertriebs GmbH
- Solit Management Canada Ltd.
- Solit Management Suisse GmbH
- Solit Group AG (Holding)

Hauptabsatzmarkt von Solit ist der deutschsprachige Wirtschaftsraum, die Solit Management Suisse GmbH ist für die internationalen Leistungsangebote zuständig. Durch die Solit Management Canada wird der Grundstückserwerb sowie die Lagerung von Edelmetallen in Kanada angeboten.

## Geschäftsmodell
Die Unternehmen der Solit-Gruppe bieten Dienstleistungen im Bereich Edelmetalle an, darunter der Verkauf von Gold, Silber, Platin und Palladium. Diese werden an den Standorten in Wiesbaden und Mainz sowie über den eigenen Onlineshop GoldSilberShop in Münz- oder Barrenform verkauft. Für die Lagerung von Edelmetallen stellt das Unternehmen Lager an internationalen Standorten und hochsichere Einzelverwahrung bereit. Zudem können über Solit Wertefonds und Anlageportfolios erworben werden. Dabei werden verschiedene Möglichkeiten zum Vermögensaufbau angeboten, darunter monatliche Sparpläne, Anlagen für Kinder oder Enkelkinder sowie physische Anlagemöglichkeiten für Einmalkäufe oder zum weiteren Vermögensaufbau. Unter anderem arbeitet Solit dabei mit der Sparkasse und der Bayerischen Landesbank zusammen. Die Business-to-Business-Aktivitäten werden dabei unter der Marke Solit durchgeführt, während der GoldSilberShop.de für die Business-to-Consumer-Aktivitäten zuständig ist. Für Endkunden bietet das Unternehmen seit 2023 die App Flexgold an, mit welcher eigene Edelmetalldepots und Sparpläne verwaltet werden können. Die App ermöglicht den Kauf und Verkauf von Edelmetallen und informiert über aktuelle Kurse.

## Auszeichnungen
Der Onlineshop GoldSilberShop.de wurde mehrfach als bester Edelmetallhändler mit der Note „sehr gut“ ausgezeichnet, darunter 2023 von Focus Money und N-tv, und im Jahr 2021 vom Magazin Euro am Sonntag.